# Tau2 Arietis
Título a ser usado para criar uma ligação interna é Tau2 Arietis.
Tau2 Arietis (63 Arietis) é uma estrela na direção da constelação de Aries. Possui uma ascensão reta de 03h 22m 45.27s e uma declinação de +20° 44′ 31.6″. Sua magnitude aparente é igual a 5.10. Considerando sua distância de 319 anos-luz em relação à Terra, sua magnitude absoluta é igual a 0.15. Pertence à classe espectral K3III.